# Punkt
 For alternative betydninger, se Punkt (flertydig). (Se også artikler, som begynder med Punkt)
Et punkt er en stedangivelse uden udstrækning. Punktets koordinater angives med samme antal som den dimension, punktet er i.
Et uendeligt antal sammenhængende punkter danner en kurve. En lige kurve kaldes en linje.
Punkter findes inden for en lang række videnskaber.

## Eksempler
Smeltepunkt/frysepunkt, kogepunkt, absolut nulpunkt: Den éndimensionelle Celsius-temperaturskala er defineret ud fra vands henholdsvis smeltepunkt/frysepunkt sat til 0 °C og kogepunkt sat til 100 °C og inddelt i lige store inddelinger. Der er en nedre grænse for temperatur, som kaldes det absolutte nulpunkt og findes ved -273,15 °C.
Højdepunkt: På geografiske kort angives tit de højeste punkter i landskabet, hvor de er fundet via trigonometriske målinger. Selv om selve kortet er todimensionelt, så er højdepunkterne angivet i tre dimensioner: længdegrad, breddegrad og højde.
Overført betydning: I karriereforløb tales ofte også om højdepunkter, men disse er todimensionelle, hvor tiden er den ene akse og succesen den anden akse. 

## Forskellige typer punkter
- Dugpunkt
- Flammepunkt
- Frysepunkt
- Højdepunkt
- Kardinalpunkt
- Knudepunkt
- Kogepunkt
- Kontrapunkt
- Lavpunkt
- Målepunkt
- Sadelpunkt
- Smeltepunkt
- Tidspunkt
- Tyngdepunkt

- Wikimedia Commons har flere filer relateret til Punkt

| Dodekaeder | Spire Denne artikel om geometri er en spire som bør udbygges. Du er velkommen til at hjælpe Wikipedia ved at udvide den. |